# 1602 год в литературе

## События
- Основана Бодлианская библиотека Оксфордского университета.
- Издатель Робертс, связанный с группой Шекспира, зарегистрировал в реестре Палаты книготорговцев, где регистрировались все предполагавшиеся к изданию книги, «Книгу, называющуюся Месть Гамлета, принца датского, в том виде, в каком она недавно исполнялась слугами лорда-камергера».

## Книги
- Опубликована эпическая поэма испанского священника, путешественника и поэта Мартина дель Барко Сентенеры — «Аргентина и покорение Рио-де-ла-Платы».
- «Город Солнца» — философское произведение Томмазо Кампанеллы, «поэтический диалог», одна из классических утопий и наиболее известное сочинение автора.
- Томас Кэмпион издал работу «Наблюдения над искусством английской поэзии».
- Первый поэтический сборник Джамбаттиста Марино «Le Rime».
- Поэма Фрэнсиса Бомонта «Гермафродит и Салмакида».
- Трактат Лукреции Маринелла «La vita di Maria vergine imperatrice dell’universo. Descritta in prosa e in ottava rima».
- Улиссе Альдрованди издал зоологический труд «De animalibus insectis libri septem, cum singulorum iconibus ad viuum expressis».

## Пьесы
- «Бич сатирика» («Satiromastix», 1602) Томаса Деккера.
- «Поэтастер» («Poetaster») Бена Джонсона.
- Впервые опубликована пьеса Шекспира «Виндзорские насмешницы».
- Вторая часть пьесы Джона Марстона «Антонио и Меллиды» (под заглавием «Мщение Антонио», 1602).

## Родились
- 31 января — Адам Бийо, французский поэт.
- 5 февраля — Франциск Ван Ден Энден, иезуит, неолатинский поэт.
- 29 марта — Джон Лайтфут, английский богослов, автор трудов по гебраистике.
- 2 апреля — Мария Агредская, испанская монахиня, духовная писательница.
- 2 мая — Афанасий Кирхер, немецкий учёный, автор многочисленных трактатов по самым разнообразным предметам (физика, естественные науки, лингвистика, антикварианизм, теология, математика).
- 11 мая — Уильям Лилли, английский астролог, писатель.
- Жан де Берньер-Лувиньи, французский мистик, автор ряда духовных сочинений.
- Клод де Л’Этуаль, французский драматург и поэт. Один из основателей и член Французской академии.
- Хуан Перес де Монтальбан, испанский священник, драматург, поэт и прозаик.
- Дадли Норт, 4-й барон Норт, английский писатель, поэт.
- Оуэн Фелтем, английский писатель, эссеист, поэт.

## Умерли
- 3 февраля — Пауль Шад, германский писатель-гуманист, поэт, переводчик.
- 12 августа — Абу-ль-Фадль Аллами, автор «Акбар-наме», переводчик Библии на фарси.
- 29 августа — Себастьян Фабиан Клёнович, польский писатель.
- 14 сентября — Жан Пассера, французский политический поэт-сатирик.
- 25 сентября — Каспар Пейцер, немецкий учёный, писатель.
- 1 октября — Йонас Бреткунас, один из основоположников литовской словесности, автор-составитель религиозных текстов, переводчик Библии на литовский язык.
- 30 октября — Жан-Жак Буассар, французский неолатинский поэт и прозаик.
- Гукас Кегеци — армянский поэт.
- Ян Ласицкий, польский историк, богослов, религиозный писатель-полемист.
- Мартин дель Барко Сентенера, испанский поэт.
- Ли Чжи, китайский философ, историк, писатель и литературный критик.